# Hegesias din Cirene

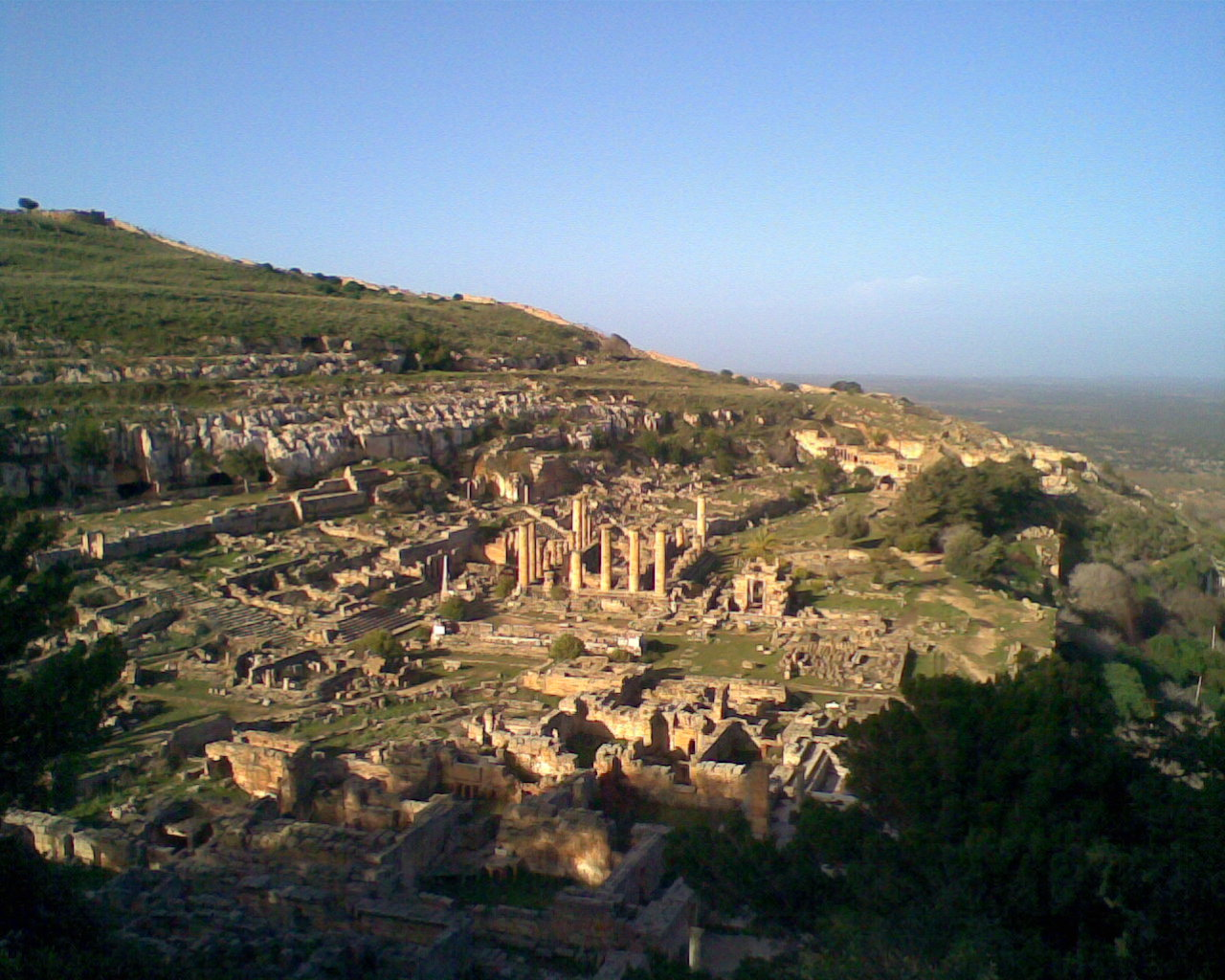
Ruinele Cirenei, în nord-vestul Libiei moderne, unde a locuit Hegesias.

Hegesias din Cirene (în greacă Ἡγησίας; fl. 290 î.Hr.) a fost un filozof cirenaic⁠(d). A susținut că fericirea este imposibil de atins și că scopul vieții ar trebui să fie evitarea durerii și a tristeții. Valorile convenționale precum bogăția, sărăcia, libertatea și sclavia nu produc mai multă plăcere decât durerea. Cicero a susținut că Hegesias a scris o carte numită ἀποκαρτερῶν (Moartea de foame), care a convins atât de mulți oameni că moartea este mai de dorit decât viața, că lui Hegesias i s-a interzis să predea în Alexandria. Unii au considerat că Hegesias a fost influențat de învățăturile budiste. 

## Viața
Diogenes Laërtius îl descrie pe Hegesias ca fiind elevul lui Paraebates, care a fost elevul lui Epitimedes, care a fost elevul lui Antipater din Cirene, care a fost elevul lui Aristip (c. 435 – c. 360 î.Hr.). El a fost student al lui Anniceris, dar s-a diferențiat de Anniceris prin prezentarea sistemului pe care Anniceris l-a adus în forma sa cea mai nihilistă. 

## Filozofia
Hegesias l-a urmat pe Aristip în a considera plăcerea ca scop al vieții; dar opinia pe care a avut-o despre viața umană era mai pesimistă. Deoarece fericirea era de neatins, scopul înțeleptului ar trebui să fie să se elibereze de durere și tristețe. Deoarece fiecare persoană este autosuficientă, toate bunurile externe au fost respinse ca nefiind adevărate surse de plăcere:
Fericirea completă nu poate exista; pentru că trupul este plin de senzații, iar mintea se aliniază cu trupul și este tulburată atunci când acesta este tulburat și, de asemenea, că soarta împiedică multe lucruri pe care le prețuim așteptându-le; astfel încât, din toate aceste motive, fericirea perfectă nu poate fi atinsă. Mai mult, înseamnă că atât viața, cât și moartea sunt de dorit. De asemenea, ei spun că nu există nimic plăcut sau neplăcut în mod natural, dar că, din cauza lipsei, a rarității sau a sațietății, unii oameni sunt mulțumiți, iar alții supărați; și că bogăția și sărăcia nu au nicio influență asupra plăcerii, pentru că oamenii bogați nu sunt afectați de plăcere într-un mod diferit de oamenii săraci. În același mod ei spun că sclavia și libertatea sunt lucruri care nu afectează fericirea, dacă sunt măsurate după standardul plăcerii; la fel și noblețea nașterii, gloria și infamia. Ei adaugă că, pentru omul nebun este oportun să trăiască, dar pentru cel înțelept este o chestiune de indiferență; și că înțeleptul va face totul de dragul său; pentru asta nu va considera pe nimeni altcineva de o importanță egală cu el însuși; și va vedea că, dacă ar obține vreodată avantaje atât de mari de la altcineva, ele nu ar fi egale cu ceea ce el însuși ar putea acorda.
Prin urmare, înțeleptul nu ar trebui să privească nimic în afară de el însuși; acțiunea este neutră; și dacă acțiunea, la fel este și viața, care, prin urmare, nu este în niciun fel mai de dorit decât moartea:
Înțeleptul nu ar fi atât de absorbit în căutarea a ceea ce este bine, cât în încercarea de a evita ceea ce este rău, considerând că principalul bun este să trăiască liber de orice necaz și durere: și că acest scop a fost cel mai bine atins de cei care priveau cauzele eficiente ale plăcerii ca fiind indiferente.
Nimic din toate acestea, însă, nu este la fel de puternic precum mărturia lui Cicero, care susține că Hegesias a scris o carte numită Moartea de foame (greacă ἀποκαρτερῶν), în care un om care a hotărât să se înfometeze este prezentat ca arătând prietenilor săi că moartea este de fapt mai de dorit decât viața și că descrierile sumbre ale mizeriei umane pe care le conținea această lucrare erau atât de copleșitoare, încât au inspirat mulți oameni să se sinucidă, drept urmare autorul a primit numele de Cel care convinge să mori (Peisithanatos). Se spune că această carte a fost publicată la Alexandria, unde i s-a interzis, în consecință, să predea de către regele Ptolemeu al II-lea Philadelphus (285–246 î.Hr.).

### Conexiunea indiană

Prozelitismul budist pe vremea regelui Ashoka (260–218 î.Hr.) conform Edictelor de la Ashoka.

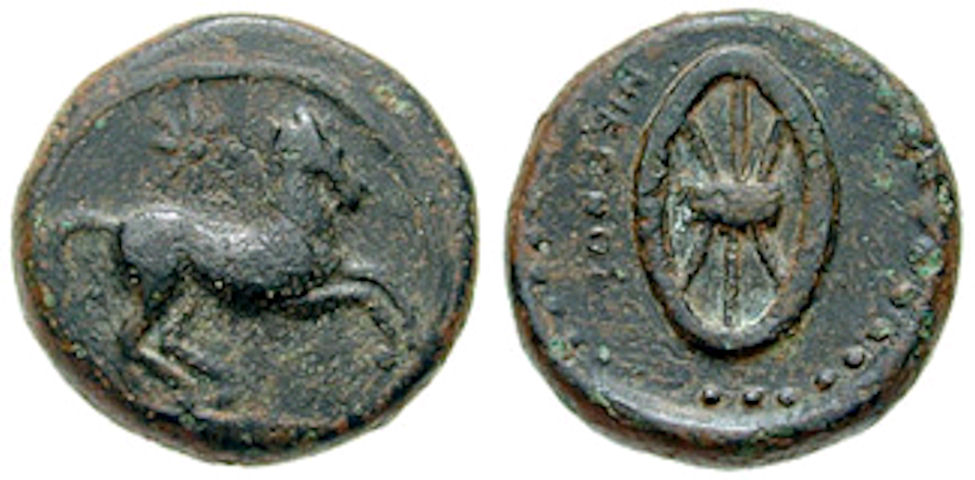
Monedă din Cirene în timpul lui Hegesias, bătută sub Ophellas ca guvernator ptolemeic. Circa 322-313 î.Hr. Æ 19 mm (8,14 g). Calul alergând dreapta; stea deasupra / NIKWNOS, roată cu șase spițe.

Filosofia cirenaicilor din timpul lui Hegesias din Cirene a evoluat într-un mod care avea asemănări cu pironismul, epicureismul și, de asemenea, cu budismul . 
Conducătorii Cirenei în perioada în care Hegesias a înflorit au fost Ophellas și apoi Magas, ca guvernatori ai regelui ptolemeic al Egiptului, Ptolemeu al II-lea Filadelf, iar din 276 î.Hr. Magas ca rege independent. Atât Ptolemeu, cât și Magas se crede că au primit misionari budiști de la regele indian Ashoka, conform Edictelor acestuia din urmă.  Ashoka a susținut în edictele sale rock nr.13:
„Now it is conquest by Dhamma that Beloved-of-the-Gods considers to be the best conquest. And it (conquest by Dhamma) has been won here, on the borders, even six hundred Yojana⁠(d)s away, where the Greek king Antiochos⁠(d) rules, beyond there where the four kings named Ptolemy, Antigonos⁠(d), Magas⁠(d) and Alexander⁠(d) rule, likewise in the south among the Cholas, the Pandyas, and as far as Tamraparni. Here in the king's domain among the Greeks, the Kambojas, the Nabhakas, the Nabhapamktis, the Bhojas, the Pitinikas, the Andhras and the Palidas, everywhere people are following Beloved-of-the-Gods' instructions in Dhamma. Even where Beloved-of-the-Gods' envoys have not been, these people too, having heard of the practice of Dhamma and the ordinances and instructions in Dhamma given by Beloved-of-the-Gods, are following it and will continue to do so.”—Edicts of Ashoka⁠(d), Rock Edict⁠(d) (S. Dhammika)
Filosofia lui Hegesias prezintă asemănări izbitoare cu principiile budismului, în special cele patru adevăruri nobile și conceptul de Dukkha sau „suferință”. Prin urmare, se crede uneori că Hegesias ar fi putut fi influențat direct de învățăturile budiste prin contacte cu presupușii misionari trimiși conducătorilor săi în secolul al III-lea î.Hr.  